# Bostock (biograf)

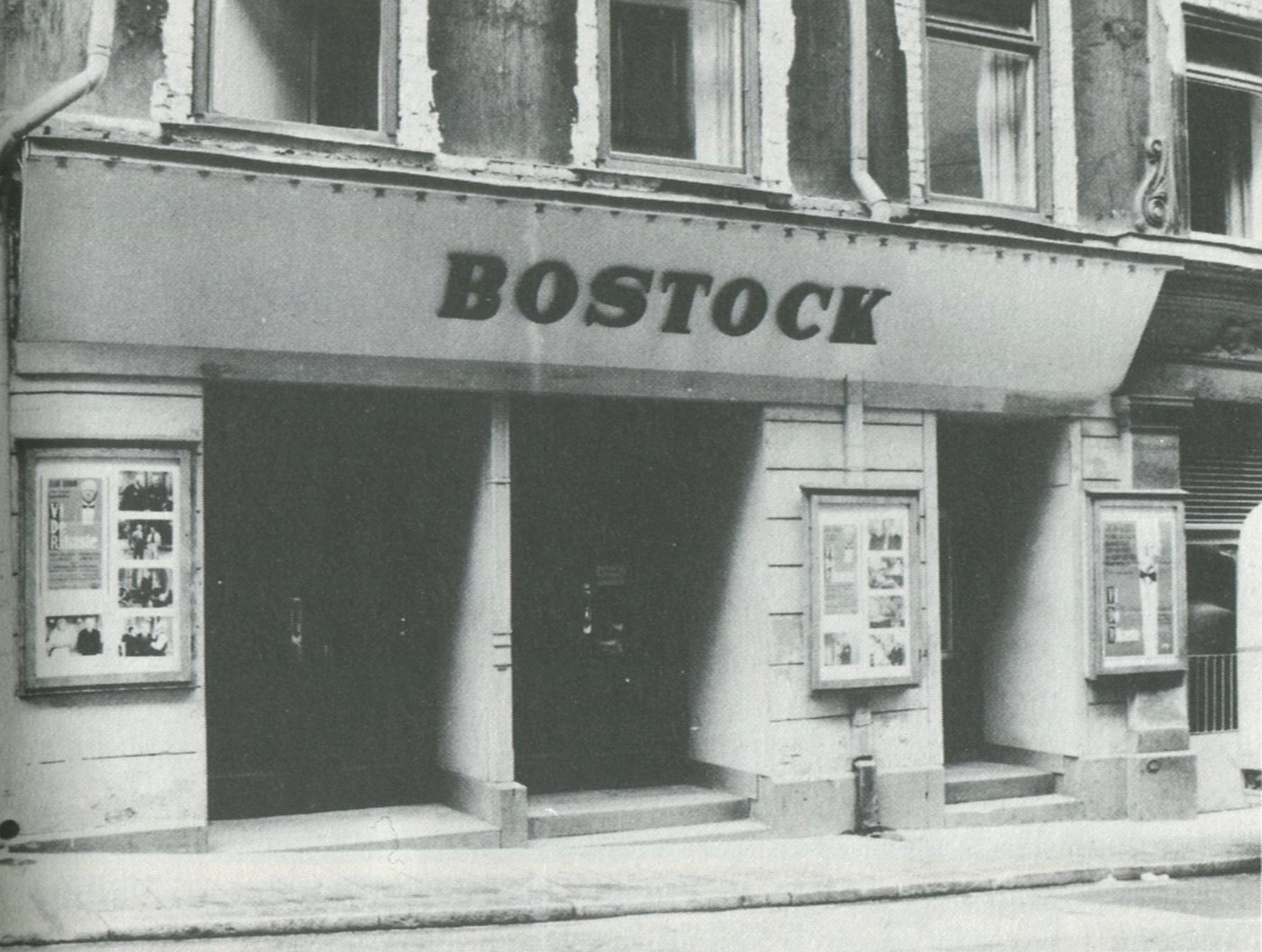
Bostocks entré hösten 1960.

Bostock var en biograf vid Lästmakargatan 2-4 i närheten av Stureplan i  centrala Stockholm. Biografen öppnades den 22 mars 1905 och hörde då till Stockholms tidiga biografer. Bostock lades ned den 30 december 1985. "Bostock" användes även som namn på "Berlin Biograf-Teatern" vid  Drottninggatan 71A, i den södra av Davidsons paviljonger, 1905-1907.

## Historik

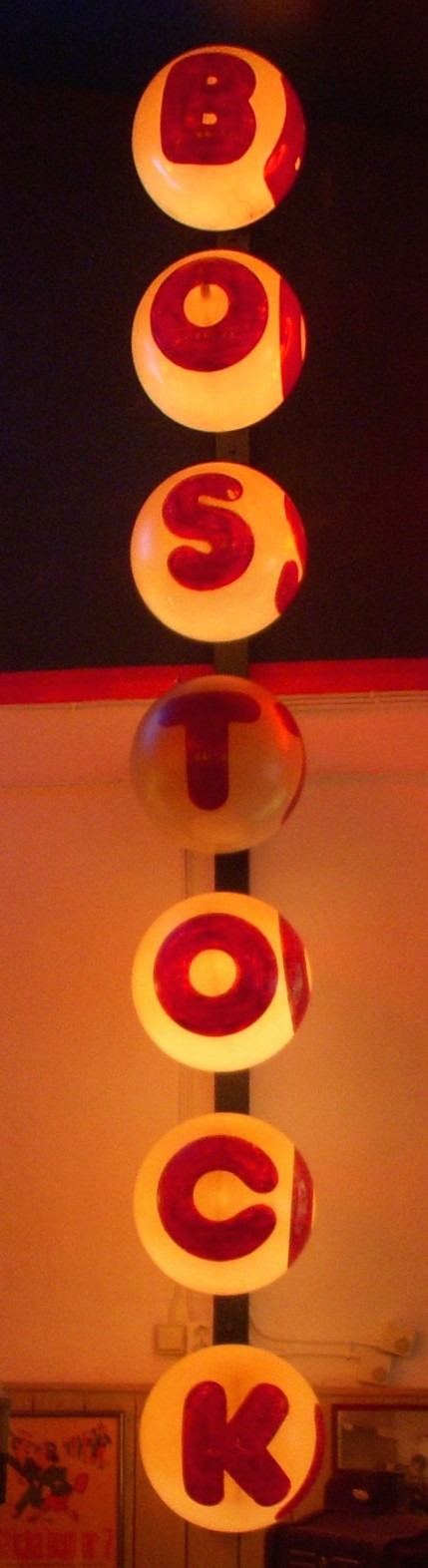

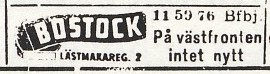
Annons den 20 november 1948.

Vid invigningen var namnet Paris-Biograf-Teatern. Biografen inreddes av bröderna Gooes i ett äldre hus från 1863 i kvarteret Sumpen. Mellan 1908 och 1910 utökades byggnaden med två våningar, försågs med ny fasad mot Stureplan och omvandlades till affärshus med biograf enligt arkitektfirman Dorph & Höögs ritningar.
I september 1908 fick den namnet Bostock, som den skulle behålla i hela 75 år. De båda entréerna var indragen i fasaden och ovanför fanns en böjd baldakin med biografens namn på. Innanför entrén låg ett litet förrum med biljettkontor. Salongen hade 180 platser och var långsmal. Under 1910-talat hörde Bostock till de förnämligare biograferna i Stockholm med tidvis sexmannaorkester som spelade den passande musiken till stumfilmerna. 
År 1945 togs bion över av Europafilm, och blev då en reprisbiograf som visade gamla klassiker. Lokalen renoverades 1967. Mellan 1970 och 1976 var den porrfilmsbio. Då hade baldakinen ersatts av ett brett fält med lampor på fasaden med namnet "Bostock" och på en flaggskylt stod "sexograf". Man annonserade i tidningar under namnet Sexy-Bostock.
Svensk Filmindustri (SF) tog över 1976, som renoverade Bostock och då blev den åter en elegant premiärbiograf med 1800-talssoffor i foajén. Salongen och foajén hölls i en röd-violett färgskala. I samband med renoveringen minskades antalet platserna till 131. Bostock blev efter några år olönsam för SF, som sålde 1982 till en ny ägare. De följande åren visades kvalitetsfilm. 
Bostock lades ned den 30 december 1985 och var då Stockholms och även Nordens äldsta biograf. Huset där entrén låg revs 1987 och på platsen uppfördes en ny byggnad. Originalskylten "BOSTOCK" skrivet med vertikalt anordnade klot finns numera i Biografmuseet, Säter. Idag är den före detta biografen del av restaurangen Easts inre lokaler.